# San Diego Seduction
Le San Diego Seduction sono state una squadra della Lingerie Football League (ora Legends Football League). Le attività della squadra sono al momento sospese.
Giocavano alla San Diego Sports Arena di Point Loma, presso San Diego (California).

## Colori
Le Seduction indossano slip e reggiseno di color azzurro con bordo nero e fiocchi gialli. I colori ricordano quelli dei San Diego Chargers della National Football League.

## Campionati disputati
Per il 2006 era stato ipotizzato un ampliamento da quattro ad otto squadre del campionato della LFL. Una delle quattro nuove squadre avrebbero dovuto essere le San Francisco Seduction. L'ampliamento non fu però realizzato.
Le Seduction sono state inserite poi tra le dieci squadre del campionato 2009-2010, ma con base a San Diego invece che a San Francisco. Hanno esordito l'11 settembre 2009 perdendo per 6-20 con le Seattle Mist. Il touchdown delle Seduction (il primo della storia della squadra) è stato realizzato dalla quarterback Rachel Carroccio.
Nella prima stagione le Seduction hanno perso tutte e tre le partite disputate. La prima vittoria (24-13 sulle Dallas Desire) è arrivata alla prima partita della seconda stagione, il 3 settembre 2010.

### 2009-2010

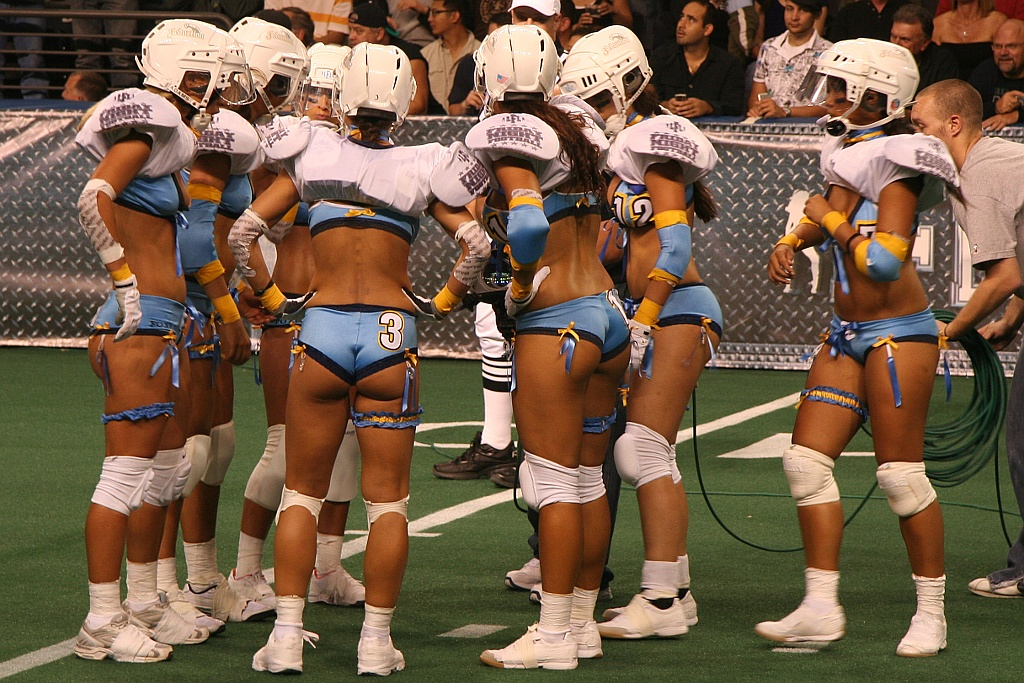
Giocatrici delle San Diego Seduction (campionato 2009-2010)

Squadra: 1 Christie Burns, 2 Tiffany Morgan, 3 Emma Kurowski, 4 Margaret Hipwell, 5 Jennifer Bock, 6 Marija Jovanovic, 7 Jennilyn De Jesus, 8 Rachel Carroccio, 9 Krystine Cuaresma, 10 Rica Manalastas, 11 Meghan Sanchez, 12 Julie Galindo, 13 Cheyanne Steinhart, 15 Karina Calvo, 16 Jennifer Frazer, 17 Kindra Myers, 18 Crystal Tarifa, 19 Tiffany Harrison, 20 Natasha Lynch.
Risultati. 11.09.2010: Seattle Mist - San Diego 20-6; 16.10.2009: San Diego - Dallas Desire 6-40; 29.01.2010: Los Angeles Temptation - San Diego 53-0.
La partita con le Denver Dream è stata annullata.
Riepilogo regular season: 0 vinte - 3 perse.

### 2010-2011
Squadra: 1 Audrey Latsko, 2 Tamica Estrella, 3 Jennifer Miller, 4 Cassie McLean, 5 Estrella Alcaraz, 7 Jennilyn DeJesus, 8 Amber Reed, 9 Vanessa Neff, 10 Kelli Scarangelo, 13 Christi Garcia, 14 Shannon Peterson, 15 Zarah Montes, 16 Jennifer Frazer, 17 Kindra Myers, 18 Aubreigh Hutchison, 19 Torkwase Fraser, 20 Natasha Lynch.
Risultati: 03.09.2010: Dallas Desire - San Diego 13-24 (MVP: Tamica Estrella); 22.10.2010: San Diego - Seattle Mist 26-25 (MVP: Kindra Myers); 12.11.2010: Chicago Bliss - San Diego 50-12.